# Marrana (Damaszek)
Marrana – wieś w Syrii, w muhafazie Damaszek. W 2004 roku liczyła 1176 mieszkańców.